# 比埃拉斯
比埃拉斯（法語：Buellas，法語發音：[bɥɛlas] ⓘ）是法国东部安省的一个市镇，属于布雷斯地区布尔格区。

## 地理
比埃拉斯（46°12'33"N, 5°8'0"E）面积10.21 平方千米，位于法国奥弗涅-罗讷-阿尔卑斯大区安省，该省份为法国东部省份，北起汝拉省，西北接索恩-卢瓦尔省，西接罗讷省和里昂大都会，南至伊泽尔省，东与萨瓦省、上萨瓦省和瑞士接壤。
与比埃拉斯接壤的市镇（或旧市镇、城区）包括：蒙塞、蒙拉科勒、波利亚、圣但尼莱布尔、圣雷米。

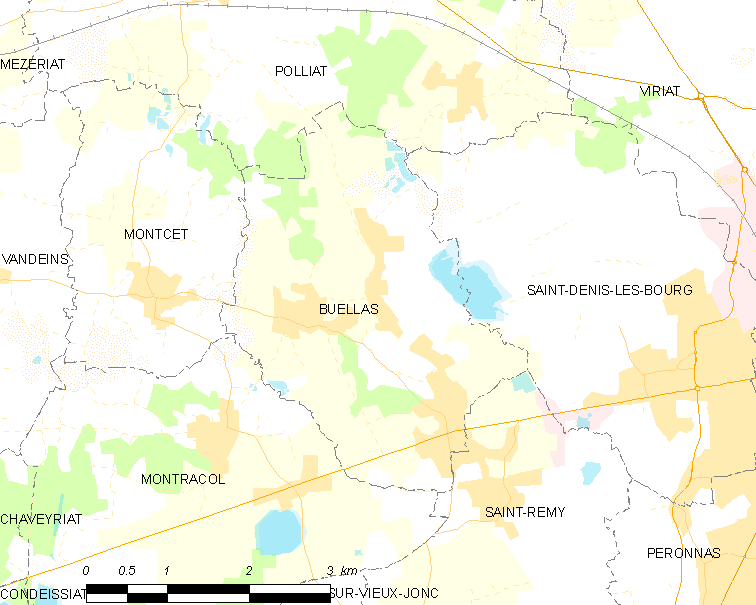
比埃拉斯的OSM定位图

比埃拉斯的时区为UTC+01:00、UTC+02:00（夏令时）。

## 行政
比埃拉斯的邮政编码为，INSEE市镇编码为01065。

## 政治
比埃拉斯所属的省级选区为阿蒂尼亚县。

## 人口

1962-2008年间比埃拉斯人口变化图示

比埃拉斯于2022年1月1日时的人口数量为1884人。